# Alexis-Armand Charost
Alexis-Armand Charost (Le Mans, 14 novembre 1860 – Rennes, 7 novembre 1930) è stato un cardinale e arcivescovo cattolico francese.

## Biografia
Nacque a Le Mans il 14 novembre 1860.
Papa Pio XI lo elevò al rango di cardinale nel concistoro dell'11 dicembre 1922.
Morì il 7 novembre 1930 all'età di 70 anni.

## Genealogia episcopale e successione apostolica
La genealogia episcopale è:
- Cardinale Guillaume d'Estouteville, O.S.B.Clun.
- Papa Sisto IV
- Papa Giulio II
- Cardinale Raffaele Sansone Riario
- Papa Leone X
- Papa Paolo III
- Cardinale Francesco Pisani
- Cardinale Alfonso Gesualdo di Conza
- Papa Clemente VIII
- Cardinale Pietro Aldobrandini
- Cardinale Laudivio Zacchia
- Cardinale Antonio Barberini, O.F.M.Cap.
- Cardinale Nicolò Guidi di Bagno
- Arcivescovo François de Harlay de Champvallon
- Cardinale Louis-Antoine de Noailles
- Vescovo Jean-François Salgues de Valderies de Lescure
- Arcivescovo Louis-Jacques Chapt de Rastignac
- Arcivescovo Christophe de Beaumont du Repaire
- Arcivescovo Jean-Armand de Bessuéjouls Roquelaure
- Cardinale Hugues-Robert-Jean-Charles de La Tour d'Auvergne-Lauraquais
- Arcivescovo Denis-Auguste Affre
- Cardinale René-François Régnier
- Cardinale Florian-Jules-Félix Desprez
- Vescovo Théodore Legain
- Arcivescovo Pierre-Marie-Etienne-Gustave Ardin
- Vescovo Pierre-Marie-Frédéric Fallières
- Cardinale Auguste-René-Marie Dubourg
- Cardinale Alexis-Armand Charost

La successione apostolica è:
- Vescovo François-Jean-Marie Serrand (1923)